# Сиврита
Си́врита, Си́вритос (греч. Σύβριτα, Σύβριτος) — исчезнувший город на острове Крите. Существовал со времён минойской цивилизации и до арабского завоевания.

## Археологический памятник
Вероятно, упоминается в надписях Линейного письма A и Линейного письма Б как «SU-KI-RI-TA».
Руины города находятся на холме Кефала близ современных деревень Тронос (Θρόνος) в общине (диме) Амари и Айия-Фотини (Αγία Φωτεινή) в общине (диме) Айос-Василиосе. Наиболее древние датируются XII веком до н. э., последующие относятся к тёмным векам и архаической эпохе, после чего город забрасывается и вновь отстраивается при римлянах. По-видимому, отсутствие находок позднеархаичного, античного и эллинистического периодов связано с тем, что город переносился в близлежащую местность.

## Другие источники
Обнаружены монеты Сивриты, чеканившиеся как минимум с 380 года до н. э.
Упоминается в «Перипле Псевдо-Скилака». Портом Сивриты был город Сулия (Σουλία), его руины находятся в современной деревне Айия-Галини (Αγία Γαλήνη) в общине (диме) Айос-Василиосе.
Также упоминается в списке критских городов, заключивших союз с Эвменом II Пергамским в 183 году до н. э.